# Juan Carlos Portantiero
Juan Carlos Portantiero (Buenos Aires, 1934 - 9 de marzo de 2007) fue un sociólogo argentino especializado en la obra de Antonio Gramsci.

## Biografía
Licenciado en Sociología en la Universidad de Buenos Aires, se inclinó por los estudios sobre el materialismo histórico.
Junto a José María Aricó, Portantiero fue parte en los años sesenta y setenta de la Revista Pasado y Presente, la cual introduciría en la Argentina una visión crítica del marxismo, no solamente sobre los viejos partidos comunistas sino también sobre los nuevos grupos revolucionarios que emergían en el país a partir del Cordobazo de 1969. Este trabajo de elucidación teórico- ideológica que llevaron adelante con Pasado y Presente, se apoyó principalmente en el legado del marxista italiano Antonio Gramsci.

### Exilio
Por las presiones y amenazas recibidas durante la última Dictadura Militar (1976-1983), tuvo que exiliarse en México, donde fundó, junto a los integrantes de la Mesa socialista y del Grupo de los reflexivos, la revista Controversia.

### Funcionario público
Fue decano de  la Facultad de Ciencias Sociales de la UBA entre 1990 y 1998 y titular de "Sociología Sistemática", de la carrera de Sociología. Fue uno de los mayores referentes teóricos y políticos en los círculos universitarios y trabajó como asesor del expresidente radical Raúl Alfonsín durante su gobierno (1983-1989), como parte de un equipo de consulta denominado Grupo Esmeralda. Recibió el Premio Konex de Platino en ciencias políticas en 2006.

## Obras
Publicaciones más importantes: 
- Estudios sobre los orígenes del peronismo (1971) junto a Miguel Murmis
- Los orígenes de la sociología clásica (1978)
- Estudiantes y política en América Latina (1978)
- Estado y sociedad en el pensamiento clásico (1985)
- Ensayos sobre la transición democrática en la Argentina (1987)
- Los usos de Gramsci
- La producción de un orden (1988)